# Sticherus nudus
Sticherus nudus är en ormbunkeart som först beskrevs av Johann Wilhelm Karl Moritz och Reichardt, och fick sitt nu gällande namn av Takenoshin Nakai. Sticherus nudus ingår i släktet Sticherus och familjen Gleicheniaceae. Inga underarter finns listade.